# (2563) Boyarchuk
(2563) Boyarchuk (1977 FZ) – planetoida z grupy pasa głównego asteroid okrążająca Słońce w ciągu 5,72 lat w średniej odległości 3,2 j.a. Odkryta 22 marca 1977 roku.